# Вилчевићи
Вилчевићи су насељено мјесто у општини Осмаци, Република Српска, БиХ. Према попису становништва из 2013. у насељу је живјело 396 становника.

## Становништво
Насеље је на попису 1961, 1971, 1981. и 1991. забиљежено под називом Виличевићи.
| Националност       | 1991. | 1981. | 1971. | 1961. |
| Срби               | 507   | 525   | 511   | 213   |
| Муслимани          | 43    | 17    | 17    |       |
| Македонци          |       |       | 1     |       |
| остали и непознато | 5     | 3     | 3     |       |
| Укупно             | 555   | 545   | 532   | 213   |

| Демографија | Демографија | Демографија |
| Година      | Становника  | Становника  |
| ----------- | ----------- | ----------- |
| 1961.       | 213         |             |
| 1971.       | 532         |             |
| 1981.       | 545         |             |
| 1991.       | 555         |             |
| 2013.       | 396         |             |